# 鄭坤五
鄭坤五（1885年7月16日—1959年4月12日），字友鶴，號虔老、駐鶴軒主人、不平鳴生，高雄楠梓人，祖籍福建漳州。日治時期台灣文學家及畫家，為台灣新舊文學論戰舊文學代表人之一。

## 生平

### 早年生平
鄭坤五於1885年7月16日生於台南府鳳山縣楠仔坑（今高雄市楠梓區），祖籍中國福建省漳州府。父親鄭啟祥為清朝南路營把總，曾駐守打狗港（今高雄港）要塞。乙未割臺時，曾任台灣民主國打狗砲台帶管，遭日軍強大火力擊傷，攜鄭坤五及家人逃歸漳州。不久，鄭啟祥就過世了。鄭坤五回漳州後，進入漳浦中學就讀，12、13歲即工於詩歌。三年後畢業，二姊鄭玉女適嫁於鳳山，於是大約在1900年，坤五便隨母親及妹妹返臺，定居九曲堂。
坤五返台後，進入鳳山國語傳習所速成科學習國語（日語），兩年後畢業。1902年開始，擔任台南地方法院鳳山出張所通譯。受鳳山郡守安倍利三郎賞識提拔。1920年，奉令擔任首任大樹長，年36歲。為感念安倍的提拔，曾著有《戊午早春隨邑宰安倍利三郎閣下赤山湖遊獵》組詩5首。四年後，因詆毀日本政府而被革職。1923年4月1日，鄭氏取得代書許可證，開始代書工作。

### 創作生涯
除文學外，鄭坤五也善於繪畫，尤工於畫虎，1924年，鄭氏以作品「雞聲茅店月」，赴東京參加第五回東洋藝術院賞，獲金牌賞。
辭庄長到戰後的這一段時間，坤五進入了創作的巔峰時期。1927年4月15日，《台灣藝苑》創刊，鄭氏任編輯人。迄1930年2月1日，共兩卷30期的內容中，鄭氏為唯一的編輯人，包辦了文學、非文學、文言、白話文、華文、長篇連載小說及小品文，皆出自鄭氏一人之手。
鄭坤五的漢詩作品數量龐大，不論是在《三六九小報》，或是各地詩報上都有他的作品。

### 戰後
二戰後，鄭坤五應光復新社社長黃光軍之邀，擔任該報編輯，並在此時發表長篇小說〈活地獄〉，諷刺日治時期日警虐待台灣人之史事。
民國35年（1947年）7月1日，鄭坤五獲聘為省立高雄第一中學國文科專任教員。並以《鯤島逸史》一書送審，取得「台灣省中等國民學校教員甄選合格證」，並也在屏東女中任教，直至1950年退休，時年66歲。
退休後任台灣合會高雄分行總務課長，旋因高血壓、心臟病返家療養。
民國48年（1959年）4月12日病逝，葬於九曲堂公墓。

## 文學理論
鄭坤五在《南音》雜誌上，擁護鄉土文學以及臺語文寫作。於《風月報》及《南方》（二者為同一刊物）雜誌上擁護舊文學。論戰初期，以「革新派」黃文虎為和「捍衛派」的鄭坤五為主。之後逐漸轉為新舊文學論爭，新派以林荊南為首，舊派以鄭坤五為首。
在論戰期間，鄭坤五以長篇連載的方式於《南方》雜誌上發表了《鯤島逸史》（未完成），風靡一時。

## 著作
- 《鯤島逸史》